# 5. Zusatzartikel zur Verfassung der Vereinigten Staaten
Der 5. Zusatzartikel zur Verfassung der Vereinigten Staaten von Amerika von 1791, das Fifth Amendment, stellt verschiedene Rechte eines Angeklagten sicher und ist Bestandteil der Bill of Rights.
Das Fifth Amendment stellt sicher, dass
- Angeklagte in Strafverfahren Zugang zu einem Geschworenengericht haben (Grand Jury),
- niemand wegen derselben Tat mehrmals angeklagt wird (Double Jeopardy),
- niemand in einer Untersuchung gegen sich selbst aussagen muss (Aussageverweigerungsrecht),
- vor einem Urteil ein ordentliches Gerichtsverfahren stattfindet (Due process),
- das Recht auf Eigentum gewährleistet ist.

## Wortlaut
“No person shall be held to answer for a capital, or otherwise infamous crime, unless on a presentment or indictment of a Grand Jury, except in cases arising in the land or naval forces, or in the Militia, when in actual service in time of War or public danger; nor shall any person be subject for the same offence to be twice put in jeopardy of life or limb; nor shall be compelled in any criminal case to be a witness against himself, nor be deprived of life, liberty, or property, without due process of law; nor shall private property be taken for public use, without just compensation.”

„Niemand darf wegen eines Kapitalverbrechens oder eines sonstigen schimpflichen Verbrechens zur Verantwortung gezogen werden, es sei denn auf Grund eines Antrages oder einer Anklage durch ein Großes Geschworenengericht. Hiervon ausgenommen sind Fälle, die sich bei den Land- oder Seestreitkräften oder bei der Miliz ereignen, wenn diese in Kriegszeit oder bei öffentlichem Notstand im aktiven Dienst stehen. Niemand darf wegen derselben Straftat zweimal durch ein Verfahren in Gefahr des Leibes oder des Lebens gebracht werden. Niemand darf in einem Strafverfahren zur Aussage gegen sich selbst gezwungen noch des Lebens, der Freiheit oder des Eigentums ohne vorheriges ordentliches Gerichtsverfahren nach Recht und Gesetz beraubt werden. Privateigentum darf nicht ohne angemessene Entschädigung für öffentliche Zwecke eingezogen werden.“

Der 5. Verfassungszusatz wird in der vom US-Kongress beschlossenen Gesetzesurkunde als „siebenter Artikel“ (englisch Article the seventh) aufgeführt.

## Geschichte
Der Originaltext der US-Verfassung rief einigen Widerstand hervor, weil er die Bürgerrechte nicht angemessen garantierte. Als Antwort darauf wurde 1789 der fünfte Verfassungszusatz zusammen mit dem Rest der Bill of Rights vom US-Kongress vorgeschlagen. Am 15. Dezember 1791 war die Bill of Rights von der notwendigen Anzahl an Bundesstaaten ratifiziert und damit verabschiedet worden.

## Grand jury
Grand juries (deutsch etwa: „große Geschworenengerichte“), die in vielen Strafsachen über die indictments (deutsch etwa: „Anklagen aufgrund eines schweren Vergehens / einer Straftat“) entscheiden, sind vollständig aus Laien zusammengesetzt. Sie kommen alleine zu ihrer Entscheidung und werden von den Staatsanwälten gelenkt, aber nicht kontrolliert.
Viele durch die Verfassung vorgenommene Einschränkungen werden in Prozessen mit grand juries nicht angewandt. Das gilt beispielsweise für die exclusionary rule (deutsch: „ausschließende Regelung“). Sie verhindert die Prozesszulassung für Beweise, die durch einen Verstoß gegen den vierten Verfassungszusatz erbracht wurden. Die Regelung kommt nicht bei Beweisen zum Tragen, die einer grand jury vorgelegt werden. Ein weiteres Beispiel betrifft Zeugenanwälte. Wenn die Polizei gegen Zeugen ermittelt, dürfen deren Anwälte normalerweise während Verhandlungen anwesend sein. Vor grand juries steht den Anwälten dieses Recht nicht zu.
Die grand jury indictment clause (deutsch etwa: „Klausel zur Anklage durch Geschworenengerichte“) wurde nicht durch den 14. Verfassungszusatz eingebunden. Sie gilt dadurch nicht für die einzelnen US-Bundesstaaten. Die Bundesstaaten dürfen deshalb die grand juries abschaffen. Tatsächlich haben viele, aber nicht alle Bundesstaaten sie durch preliminary hearings (deutsch: „vorausgehende Gerichtsverhandlungen“) ersetzt.
Ob ein Verbrechen „schimpflich“ ist oder nicht, wird durch die Art der Strafe, die verhängt werden könnte (jedoch nicht durch die Strafe, die tatsächlich verhängt wird), entschieden. Im Fall United States v. Moreland entschied der Supreme Court, der oberste Gerichtshof der USA, im Jahr 1922, dass ein Verbrechen durch langjährige Haftstrafen für „schimpflich“ erklärt wird.
Momentan ist nach den Bundesgesetzen der USA für Verhandlungen über Vergehen kein indictment erforderlich. Gerichtsverhandlungen, deren Gegenstand Straftaten sind, dürfen ebenfalls ohne indictment durchgeführt werden, wenn die Angeklagten auf ihr durch den fünften Verfassungszusatz gewährleistetes Recht verzichten. Ausgenommen von dieser Regelung sind jedoch Verhandlungen wegen Straftaten, die mit der Todesstrafe bestraft werden können, für die in jedem Fall ein indictment erforderlich ist.
Indictments, die von grand juries aufgestellt werden, dürfen von der Strafverfolgung nur begrenzt abgeändert werden. 1887 entschied der Supreme Court im Fall Ex Parte Bain, dass die indictments von der Strafverfolgung überhaupt nicht geändert werden dürften. Jedoch wurde dieses Urteil 1985 im Fall United States v. Miller teilweise verworfen; nun wurde entschieden, dass der Umfang eines indictments von der Strafverfolgung verringert werden könne. So können unbedeutendere Anklagepunkte fallen gelassen werden, jedoch dürfen keine neuen Anklagepunkte hinzugefügt werden.
Menschen, die beim Militär dienen, sind durch die Klausel des fünften Verfassungszusatzes zu den Geschworenengerichten weder in Kriegs- noch in Friedenszeiten geschützt. Mitglieder der staatlichen Miliz, die zum Dienst in den Streitkräften der USA aufgeboten werden, sind durch die Klausel ebenfalls nicht geschützt. 1969 entschied der Supreme Court im Fall O’Callahan v. Parker, dass Mitglieder der Miliz nur aufgrund dienstlicher Delikte ohne indictment angeklagt werden dürften. Diese Entscheidung wurde 1987 aufgehoben, als der Court entschied, dass Mitglieder der Miliz während ihrer Dienstzeit wegen jedes Verbrechens ohne indictment angeklagt werden dürften.

## Double Jeopardy
Allgemein darf aufgrund der double jeopardy clause (deutsch: Double-Jeopardy-Klausel), die den Rechtsgrundsatz Ne bis in idem festhält, niemand wegen einer Straftat mehr als einmal angeklagt werden. Ursprünglich galt der Schutz vor double jeopardy nicht für die Strafverfolgung durch Gerichte der einzelnen Bundesstaaten der USA. Der Supreme Court entschied 1969 jedoch im Fall Benton v. Maryland, dass die Klausel durch den 14. Verfassungszusatz eingebunden wurde; das heißt, dass sie auch für die Gerichte der Bundesstaaten gültig ist.
Der fünfte Verfassungszusatz bezieht sich darauf,

„durch ein Verfahren in Gefahr des Leibes oder des Lebens gebracht [zu] werden.“

Die Klausel wurde aber dahingehend interpretiert, dass sie Schutz gewährleiste in Bezug auf

“every indictment or information charging a party with a known and defined crime or misdemeanor.”

„Jede Anklage und alle Aussagen, die jemanden anklagen, ein bekanntes und bestimmtes Verbrechen oder Vergehen begangen zu haben.“

1874 wurde aber im Fall Ex parte Lange entschieden, dass die Klausel generell nur auf Strafprozesse angewendet werden dürfe, sodass wegen desselben Verbrechens sowohl in einem Straf- als auch in einem Zivilprozess gegen jemanden verhandelt werden kann. Diese Aussage wurde später zwar eingeschränkt, gilt aber im Wesentlichen immer noch. Wegen dieser Entscheidungen konnte beispielsweise O. J. Simpson 1994 und 1995 in einem Straf- und einem Zivilprozess wegen Mordes vor Gericht gebracht werden; er wurde im Strafprozess freigesprochen, im Zivilprozess jedoch zu einer Schmerzensgeldzahlung von 8,5 Millionen US-Dollar verurteilt.
Weiterhin schränkte der Supreme Court den Geltungsbereich der double jeopardy clause mit seinem Urteil dahingehend ein, dass die Klausel getrennte Verfahren durch unterschiedliche Regierungen nicht verhindert, wobei die Regierungen der Bundesstaaten und die US-Regierung als einzelne Souveräne angesehen werden. Deshalb kann jemand wegen desselben Verbrechens vor einem Gericht eines Bundesstaates und zusätzlich vor einem Gericht eines anderen Bundesstaates, eines anderen Landes oder (am häufigsten) vor einem Bundesgericht der USA belangt werden.
Wenn sie einmal freigesprochen wurden, darf gegen die Angeklagten nicht noch einmal wegen desselben Verbrechens verhandelt werden. Freisprüche sowohl durch Jurys als auch durch Richter werden dabei generell als endgültig angesehen. Ein Richter darf normalerweise einen Angeklagten freisprechen, wenn er meint, dass die Beweise für eine Verurteilung unzureichend sind. Wenn der Richter zu diesem Urteil kommt, bevor die Jury ihr Urteil gefällt hat, ist seine Entscheidung endgültig. Wenn der Richter jedoch mit seinem Urteil eine Verurteilung durch die Jury aufhebt, darf die Anklage Berufung gegen dieses Urteil einlegen und fordern, dass das Urteil der Jury wieder in Kraft gesetzt wird.
Nach ihrer Verurteilung darf gegen die Angeklagten nur unter begrenzten Umständen noch einmal verhandelt werden. Wenn ein Angeklagter Berufung gegen ein Urteil einlegt und dessen Aufhebung erreicht, muss noch einmal gegen ihn verhandelt werden. Hier gibt es jedoch eine Ausnahme, wenn das Urteil der Geschworenen eher aus Mangel an Beweisen als wegen prozessualer Fehler aufgehoben wird, da, wie oben erwähnt, ein Urteil aus Mangel an Beweisen endgültig wäre. 1978 wurde im Fall Burks v. United States entschieden:

“[I]t should make no difference that the reviewing court, rather than the trial court, determined the evidence to be insufficient.”

„[E]s sollte keinen Unterschied machen, wenn das Gericht, das über die Berufung entscheidet, und nicht das Gericht, vor dem der Fall verhandelt wurde, zu der Entscheidung kommt, dass die Beweise unzureichend sind.“

Eine weitere Ausnahmeregelung gibt es in Fällen, in denen der Angeklagte wegen Verbrechen verurteilt wird, die weniger schwer sind als die, derentwegen er angeklagt wurde: Wenn jemand beispielsweise wegen first degree murder (entspricht dem deutschen Mord) angeklagt wurde, von der Jury wegen second degree murder (entspricht dem deutschen Totschlag) verurteilt wurde und danach das Urteil der Jury aufgrund prozessualer Fehler aufgehoben wird, darf gegen den Angeklagten noch einmal wegen second degree murder, jedoch nicht wegen first degree murder verhandelt werden. Dies wird damit begründet, dass die Jury durch die Verurteilung wegen second degree murder den Angeklagten indirekt vom first degree murder freigesprochen hat.
Ein Angeklagter darf nicht zweimal wegen derselben Straftat belangt werden, jedoch darf das im Urteil verkündete Strafmaß unter bestimmten Umständen heraufgesetzt werden. Es wurde entschieden, dass Verurteilungen nicht dieselbe „Endgültigkeit“ wie Freisprüche hätten und deshalb von den Gerichten nachgeprüft werden dürften. Das Strafmaß darf aber nur heraufgesetzt werden, solange der Verurteilte noch nicht begonnen hat, seine Haftstrafe abzusitzen. Wenn die Verurteilung eines Angeklagten wegen prozessualer Gründe aufgehoben wurde, kann im erneuten Prozess ein härteres Urteil als im ursprünglichen Prozess gefällt werden. Die einzige Ausnahme ist dabei, dass die Anklage im erneuten Prozess nicht die Todesstrafe fordern darf, wenn diese nicht schon im ursprünglichen Prozess von der Jury verhängt wurde. Der Grund für diese Ausnahme ist, dass die Jury vor der Verhängung der Todesstrafe mehrere sachbezogene Entscheidungen treffen muss; wenn die Jury diese Entscheidungen nicht getroffen hat, wird dies als gleichbedeutend mit einem Freispruch von der Todesstrafe angesehen.
Die double jeopardy clause gilt generell nicht für mistrials (deutsch etwa: ungültige Verfahren). Wenn ein Richter einen Fall ablehnt oder einen Prozess beendet, ohne über die Fakten zugunsten des Angeklagten zu entscheiden (beispielsweise, indem er den Prozess wegen prozessualer Gründe aufgibt), ist der Fall ein mistrial und darf normalerweise wiederholt werden. Weiterhin darf der Richter einen mistrial ausrufen und eine Wiederholung anordnen, wenn die Jury zu keinem Urteil kommt. Wenn durch den Einspruch des Angeklagten ein Prozess zum mistrial erklärt wird, gibt es keine Hindernisse für dessen Wiederholung, auch dann nicht, wenn die Anklage oder der Richter den Fehler gemacht hat, der der Grund für den mistrial ist. Jedoch gibt es hier eine Ausnahme, wenn die Anklage oder der Richter in böser Absicht gehandelt haben: 1982 entschied der Supreme Court im Fall Oregon v. Kennedy:

“Only where the governmental conduct in question is intended to ‘goad’ the defendant into moving for a mistrial may a defendant raise the bar of double jeopardy to a second trial after having succeeded in aborting the first on his own motion.”

„Nur wenn das fragliche staatliche Verhalten darauf abzielt, den Angeklagten „anzustacheln“, den Fall zum mistrial zu erklären, darf der Angeklagte, nachdem der ursprüngliche Prozess auf seinen Antrag hin abgebrochen wurde, durch die double jeopardy clause einen zweiten Prozess verhindern.“

Gegen Angeklagte darf wegen „derselben Straftat“ nicht mehr als einmal verhandelt werden. Dasselbe Verhalten kann jedoch manchmal verschiedene Gesetze verletzen. 1932 kam der Supreme Court im Fall Blockburger v. United States zu folgendem Ergebnis:

“Where the same act or transaction constitutes a violation of two distinct statutory provisions, the test to be applied to determine whether there are two offenses or only one, is whether each provision requires proof of a fact which the other does not.”

„Wenn dieselbe Handlung oder derselbe Vorgang zwei verschiedene Gesetzesklauseln verletzt, ist der für die Frage, ob zwei Verbrechen oder nur eines vorliegen, anzuwendende Test der, ob für die Verletzung jeder Klausel eine Tatsache bewiesen werden muss, die für die Verletzung der anderen nicht bewiesen werden muss.“

Der Test wurde beispielsweise 1977 im Prozess Brown v. Ohio angewandt: Der Angeklagte war zuerst verurteilt worden, weil er ein Auto ohne Zustimmung des Besitzers betätigt hatte, später wegen des Diebstahls desselben Autos. Der Supreme Court kam zu dem Schluss, dass dieselben Beweise notwendig seien, um beide Verbrechen nachzuweisen, und dass es in Wirklichkeit nur ein Verbrechen sei. Deshalb hob er das zweite Urteil auf.
In anderen Fällen kann dasselbe Verhalten viele Verletzungen desselben Gesetzes ausmachen, beispielsweise wenn jemand viele Menschen zur gleichen Zeit ausraubt. Getrennte strafrechtliche Verfolgungen wegen verschiedener Verbrechen, die durch denselben Vorgang begangen werden, sind nicht ausdrücklich verboten, aber die Anklage darf nicht noch einen Prozess über Fakten, über die schon eine Jury entschieden hat, starten. 1970 wurde der Angeklagte im Fall Ashe v. Swenson beschuldigt, während eines Spiels sieben Pokerspieler ausgeraubt zu haben. Zuerst wurde gegen ihn nur wegen der Beraubung eines der Spieler verhandelt und er wurde freigesprochen; die Verteidigung bestritt dabei nicht, dass eine Beraubung wirklich stattgefunden habe. Der Bundesstaat verhandelte dann wegen der Beraubung eines weiteren Spielers gegen den Angeklagten; stärkere Beweise führten zur Verurteilung. Der Supreme Court hob das Urteil jedoch auf. Er entschied, dass, weil die Verteidigung nicht bewiesen hatte, dass es keine Beraubung gegeben hätte, der Freispruch der Jury aus dem ersten Prozess auf der Folgerung aufbauen müsse, dass das Alibi des Angeklagten stichhaltig sei. Weil schon eine Jury entschieden hatte, dass der Angeklagte nicht am Ort des Verbrechens war, konnte der Bundesstaat die Angelegenheit nicht neu verhandeln.

## Recht auf Verweigerung der Aussage gegen sich selbst
Der fünfte Verfassungszusatz schützt Zeugen davor, gezwungen zu werden, gegen sich selbst auszusagen. Wenn sich ein Zeuge weigert, eine Frage zu beantworten, weil die Antwort ihn belasten könnte, wird dies in den USA mit den Ausdrücken To plead the Fifth oder to take the Fifth (deutsch: sich auf den fünften [Verfassungszusatz] berufen) bezeichnet. Der Schutz durch den fünften Verfassungszusatz gilt jedes Mal dann, wenn eine Person gezwungen wird, als Zeuge auszusagen, egal, wo diese Handlung stattfindet. Der fünfte Verfassungszusatz gilt auch in Anhörungen vor Jurys und vor dem US-Kongress. In den 1950er-Jahren beriefen sich beispielsweise viele Zeugen, die vor dem Komitee für unamerikanische Umtriebe und dem Senate Internal Security Subcommittee (deutsch: Unterausschuss des Senats zur Inneren Sicherheit) aussagten, auf ihre durch den fünften Verfassungszusatz gewährleisteten Rechte, als sie nach ihrer eventuellen Mitgliedschaft in der Kommunistischen Partei der USA gefragt wurden; außerdem beriefen sich unzählige Angeklagte und Zeugen in Strafsachen gegen die Mafia auf den fünften Verfassungszusatz. Der Supreme Court hat mit der incorporation doctrine (deutsch etwa: Einfügungsdoktrin) den Geltungsbereich der Klausel zur Selbstanschuldigung unter Berufung auf den 14. Verfassungszusatz auch auf die US-Bundesstaaten ausgedehnt.
In einigen Fällen dürfen Menschen dennoch dazu gezwungen werden, Beweise, die in Strafsachen gegen sie verwendet werden können, offenzulegen. So entschied der Supreme Court 1927 im Fall United States v. Sullivan, dass sich niemand mit der Begründung, er müsse dadurch seine illegalen Einnahmequellen bekanntgeben, weigern könne, seine Einkommensteuererklärung auszuhändigen. 1965 hob der Supreme Court dagegen im Fall Albertson v. SACB ein Gesetz auf, nach dem sich Mitglieder der Kommunistischen Partei bei der Regierung registrieren mussten. Die Begründung dafür war, dass das Gesetz

“[was] directed at a highly selective group inherently suspect of criminal activities.”

„auf eine genau ausgewählte Menschengruppe, die von Natur aus verdächtigt wird, Verbrechen begangen zu haben, abzielte.“

Auch Unternehmen können gezwungen werden, ihre Unterlagen aufzubewahren und auszuhändigen; der Supreme Court entschied dazu, dass der Schutz durch den fünften Verfassungszusatz nur für „natural persons“ (deutsch: natürliche Personen) gelte. Jedoch gibt es hier einige Einschränkungen; so darf beispielsweise jemand nicht gezwungen werden, Unterlagen für ein Unternehmen aufzubewahren, wenn diese Unterlagen gegen ihn selbst verwendet werden könnten.
1965 entschied der Supreme Court im Fall Griffin v. California, dass die Staatsgewalt einen Angeklagten nicht für die Ausübung seines Rechtes, zu schweigen, bestrafen könne, indem sie den Anklägern erlaube, die Jury darum zu bitten, aus der Weigerung des Angeklagten, zu seiner Verteidigung auszusagen, auf seine Schuld zu schließen. Deshalb wurde in dem Prozess auch eine verfassungswidrige Klausel der Verfassung von Kalifornien aufgehoben, die den Anklägern genau dieses Recht gewährte.
Wenn die Regierung jemandem Immunität verleiht, dann darf er gezwungen werden, auszusagen. Immunität kann hierbei transactional immunity oder use immunity (deutsch etwa: Immunität der Handlungen und Immunität der Benutzung) sein; bei ersterer ist der Zeuge gegen strafrechtliche Verfolgung in Bezug auf die Aussage geschützt; bei letzterer Immunität darf er strafrechtlich verfolgt werden, aber seine Aussage darf nicht gegen ihn verwendet werden. Der Supreme Court entschied, dass die Regierung, um jemanden zu einer Aussage zu zwingen, diesem nur use immunity gewähren müsse. Die use immunity muss dabei allerdings nicht nur für die von dem Zeugen gemachte Aussage, sondern auch für alle Beweise, die sich direkt von dieser Aussage ableiten, gelten. Dieses Szenarium tritt am häufigsten in Fällen, die im Zusammenhang mit der Organisierten Kriminalität stehen, auf.
Der Schutz durch den fünften Verfassungszusatz bezieht sich oft auf Polizeiverhöre und Geständnisse von Verdächtigen. Ursprünglich konnte nach dem Common Law jedes Geständnis, egal, unter welchen Umständen (sogar Folter) es gemacht wurde, vor Gericht verwendet werden. Diese Richtlinie des common law wurde von den Gerichten auch in das Recht der USA eingebunden. Brutale Folter war auf diese Weise in manchen ländlichen Staaten bis in die 1930er-Jahre üblich, um Geständnisse zu erwirken, und wurde erst eingestellt, nachdem der Supreme Court in Fällen wie Brown v. Mississippi (1936) immer wieder Urteile, die auf solchen Geständnissen basierten, aufhob.
Die Polizeireviere reagierten darauf, indem sie nun raffiniertere Techniken anwandten, sodass es als Nächstes eine Reihe von Fällen gab, in denen der Court zu der Entscheidung kam, dass physische Folter nicht die einzige Handlung sei, die ein Geständnis unfreiwillig und vor Gericht unzulässig macht. So wurde beispielsweise im Fall Chambers v. Florida 1940 ein Geständnis nach einem fünf Tage anhaltenden Verhör, in dem der Angeklagte isoliert festgehalten worden war, gemacht; ähnlich war es 1944 im Fall Ashcraft v. Tennessee, in dem ein Geständnis gemacht worden war, nachdem der Verdächtige unter künstlichem Licht von Polizeibeamten 36 Stunden lang ununterbrochen befragt worden war. Im Fall Haynes v. Washington wurde 1963 festgehalten, dass ein „unfair and inherently coercive context“ (deutsch: unfairer und von Natur aus zwingender Zusammenhang) wie beispielsweise eine anhaltende Befragung ein Geständnis vor Gericht unzulässig machen würde.
Der Fall Miranda v. Arizona, der 1966 vor den Supreme Court kam, war ein grundlegender Fall zu Geständnissen. Ernesto Miranda hatte ein Schriftstück unterzeichnet, in dem er gestand, ein Verbrechen begangen zu haben, aber der Supreme Court stellte fest, dass das Geständnis vor Gericht nicht zugelassen werden könnte, weil der Angeklagte nicht auf seine Rechte hingewiesen worden wäre. Der Court verkündete:

“The prosecution may not use statements […] stemming from custodial interrogation of the defendant unless it demonstrates the use of procedural safeguards effective to secure the privilege against self-incrimination. By custodial interrogation, we mean questioning initiated by law enforcement officers after a person has been taken into custody or otherwise deprived of his freedom of action in any significant way. As for the procedural safeguards to be employed, unless other fully effective means are devised to inform accused persons of their right of silence and to assure a continuous opportunity to exercise it, the following measures are required. Prior to any questioning, the person must be warned that he has a right to remain silent, that any statement he does make may be used as evidence against him, and that he has a right to the presence of an attorney, either retained or appointed.”

„Die Strafverfolgung darf keine […] Äußerungen, die aus dem in Gewahrsam gemachten Verhör des Angeklagten stammen, verwenden; es sei denn, sie beweist, dass verfahrensrechtliche Sicherheitsvorkehrungen, die effektiv zur Sicherung des Rechts gegen Selbstanschuldigung sind, angewendet wurden. Mit dem in Gewahrsam gemachten Verhör meinen wir eine Befragung, die von Gesetzeshütern eingeleitet wurde, nachdem jemand in Gewahrsam genommen oder auf andere bedeutsame Weise seiner Handlungsfreiheit beraubt wurde. Was die verfahrensrechtlichen Sicherheitsvorkehrungen, die angewendet werden müssen, betrifft, so sind, wenn nicht andere vollkommen effektive Mittel, um den Beschuldigten ihr Schweigerecht mitzuteilen und um eine andauernde Gelegenheit für die Nutzung dieses Rechts sicherzustellen, ersonnen werden, folgende Maßnahmen erforderlich: Noch vor jeder Befragung muss der Beschuldigte darauf hingewiesen werden, dass er das Recht hat, zu schweigen, dass jede Aussage, die er macht, als Beweis gegen ihn verwendet werden kann und dass er das Recht auf die Anwesenheit entweder seines oder eines ihm zugewiesenen Rechtsanwaltes hat.“

Der Hinweis vor der Befragung, auf den sich Chief Justice Earl Warren bezog, wird heute Miranda Warning (deutsch: Miranda-Hinweis) genannt.
Das Miranda Warning wurde durch mehrere weitere Urteile des Supreme Courts erläutert. Damit der Hinweis nötig ist, muss der Beschuldigte „[under] custodial [circumstances]“ (deutsch etwa: in Gewahrsam) befragt werden. Eine Person im Gefängnis oder in Haft wird als in Polizeigewahrsam befindlich erachtet. Die bloße Anwesenheit in einem Polizeirevier besagt nicht, dass die Befragung in Gewahrsam durchgeführt wurde, es sei denn, ein vernünftiger Mensch würde in der Situation des Verdächtigen glauben, dass er nicht weggehen dürfe. Die Befragung muss nicht direkt stattfinden; wenn beispielsweise zwei Polizeibeamte sich unterhalten, um den Verdächtigen dazu anzustacheln, eine Bemerkung zu machen, die ihn selbst belastet, so würde dies eine Befragung ausmachen. Ein Befragter darf auf seine Miranda-Rechte verzichten, aber die Strafverfolgung muss dann später beweisen, dass er dies tatsächlich getan hat.
Ein Geständnis, dem kein Miranda Warning vorausging (wenn eins nötig ist), kann in normalen Prozessen nicht als Beweis gegen den Gestehenden zugelassen werden. Der Supreme Court stellte jedoch fest, dass, wenn ein Angeklagter später vor Gericht freiwillig aussage, dass er das Verbrechen nicht begangen habe, sein Geständnis eingebracht werden dürfe, um seine Glaubwürdigkeit anzufechten (wird als to impeach the witness bezeichnet; deutsch etwa: den Zeugen anklagen), selbst wenn dem Geständnis nicht das Miranda Warning vorausgegangen ist.
Im Fall Hiibel v. Sixth Judicial Court of Nevada fällte der Supreme Court am 21. Juni 2004 mit fünf Ja- gegen vier Neinstimmen das Urteil, dass weder der erste noch der fünfte noch der 14. Verfassungszusatz jemandem das Recht gäben, sich zu weigern, bei einer Befragung durch die Polizei seinen Namen zu nennen.

## Due process
Der fünfte Verfassungszusatz verbietet, dass jemand ohne due process of law (rechtsstaatliches Verfahren) verurteilt wird. Due Process of Law gewährt prozeduralen und inhaltlichen Schutz. Der sogenannte procedural due process (Deutsch: angemessener prozeduraler Rechtsprozess) garantiert den Anspruch auf faire und unparteiische Rechtsverfahren, die anhand etablierter Regeln und Prinzipien funktionieren. Hinter dem sogenannten substantive due process (Deutsch: angemessener substantieller Rechtsprozess) verbirgt sich das Prinzip, dass Gesetze und Verordnungen nur den legitimen Regierungszwecken dienen dürfen und weder willkürlich noch unfair sein dürfen. Die Due-process-Klausel gilt für alle Menschen, also auch für Nicht-US-Bürger, sowie für Kapitalgesellschaften. Die Due-process-Garantie des 5. Verfassungszusatzes erstreckt sich auf die drei Regierungsgewalten der USA, während die Due-process-Garantie des 14. Verfassungszusatzes sich auf die Legislative, Exekutive und Judikative der Gliedstaaten der USA, der US-Bundesstaaten, erstreckt.

## Enteignung
Der Supreme Court stellte fest, dass die Regierungen der USA und der einzelnen Staaten ermächtigt sind, Enteignungen durchzuführen – also Privatbesitz für „öffentliche Zwecke“ einzuziehen. Der fünfte Verfassungszusatz schränkt die Macht, Enteignungen durchzuführen, aber dadurch ein, dass er voraussetzt, dass eine „angemessene Entschädigung“ gezahlt wird, wenn Privatbesitz für öffentliche Zwecke eingezogen wird. Die Klausel des fünften Verfassungszusatzes, die diese angemessene Entschädigung garantiert, galt ursprünglich nicht für die Bundesstaaten, aber die Bundesgerichte sind nun der Meinung, dass der 14. Verfassungszusatz den Inhalt dieser Klausel auf die Bundesstaaten ausgedehnt hat. Die Bundesgerichte bewerten die Entscheidungen des Kongresses und mehr noch die der gesetzgebenden Gewalten der Bundesstaaten in Bezug auf die Bedeutung des Ausdrucks „für öffentliche Zwecke“:
Das Eigentum muss nicht tatsächlich von der Öffentlichkeit genutzt werden; es muss eher in einer Art und Weise genutzt oder verwendet werden, die dem Allgemeinwohl oder dem öffentlichen Interesse nützt. Eine Ausnahme, die die Macht der US-Regierung einschränkt, ist, dass das Eigentum in Ausübung der aufgezählten Befugnisse der Regierung benutzt werden muss.
Der Besitzer des Eigentums, das von der Regierung eingezogen wird, muss angemessen entschädigt werden. Eventuelle Behauptungen des Besitzers, dass das Eigentum zur Benutzung im Notfall vorgesehen sei, müssen nicht berücksichtigt werden, wenn die Summe, die gezahlt werden muss, ermittelt wird. Normalerweise wird die angemessene Entschädigung durch den Marktwert des eingezogenen Eigentums ermittelt. Wenn das Eigentum eingezogen wird, bevor der Besitzer entschädigt wird, fallen Zinsen an (auch wenn die Gerichte das anders ausgedrückt haben).
Die Bundesgerichte haben lokale Regierungen oder die der Bundesstaaten nicht davon abgehalten, Privatbesitz auf Betreiben von Bauunternehmern für private gewerbliche Bauprojekte zu enteignen. Diese Haltung wurde am 23. Juni 2005 bestätigt, als der Supreme Court im Fall Kelo v. New London sein Urteil fällte. Dieses Urteil war sehr umstritten und war tatsächlich nur mit der knappen Mehrheit von fünf Ja- gegen vier Neinstimmen gefällt worden. Die von Richter Stevens vertretene Mehrheit meinte, dass es angemessen sei, der Entscheidung der Stadt, dass der Bebauungsplan öffentlichen Nutzen habe, zuzustimmen. Richter Stevens sagte dazu:

“The city has carefully formulated a development plan that it believes will provide appreciable benefits to the community, including, but not limited to, new jobs and increased tax revenue.”

„Die Stadt hat sorgfältig einen Bebauungsplan entworfen, von dem sie glaubt, dass er merklichen Nutzen für die Gemeinschaft haben wird. Dieser Nutzen schließt neue Arbeitsplätze und erhöhte Steuereinnahmen ein, ist jedoch nicht darauf begrenzt.“

Richter Kennedy, der Stevens zustimmte, merkte an, der Bebauungsplan sei in diesem speziellen Fall nicht

“of primary benefit to […] the developer.”

„von primärem Nutzen […] für den Bauunternehmer.“

Er stellte aber auch fest, dass, wenn der Bebauungsplan primär dem Bauunternehmer nützen würde, er möglicherweise unzulässig wäre. Richterin Sandra Day O’Connor argumentierte dagegen, dass diese Entscheidung es den Reichen erlauben werde, sich auf Kosten der Armen zu bereichern, und erklärte:

“Any property may now be taken for the benefit of another private party, but the fallout from this decision will not be random. The beneficiaries are likely to be those citizens with disproportionate influence and power in the political process, including large corporations and development firms.”

„Jeder Privatbesitz darf nun zum Nutzen anderer Privatleute enteignet werden, aber die Folgen dieses Urteils werden nicht zufällig verteilt sein. Diejenigen, die profitieren werden, werden wahrscheinlich genau die Bürger sein, die überproportionalen Einfluss und Macht in der Politik haben, einschließlich großer Unternehmen und Baufirmen.“

Weiterhin stellte sie fest:

“[The decision eliminates] any distinction between private and public use of property—and thereby effectively [deletes] the words ‘for public use’ from the Takings Clause of the Fifth Amendment.”

„[Das Urteil beseitigt] jede Unterscheidung zwischen privaten und öffentlichen Zwecken und [entfernt] dadurch in wirksamer Weise die Worte ‚für öffentliche Zwecke‘ aus der Enteignungsklausel des fünften Verfassungszusatzes.“